# Dizartrie
Disartria reprezintă tulburarea de pronunție a cuvintelor. Pacientul cu disartrie înțelege perfect semnificația cuvintelor, le poate evoca, dar nu le poate pronunța. 
Forma completă a acestui deficit se numește anartrie.
Disartria este o tulburare a vorbirii caracterizată printr-un ritm neregulat, greoi si chinuit. Poate fi însoțită de o voce nazală, cauzată de slăbiciunea palatului. Indiferent că se instalează brusc sau treptat, disartria, de obicei, este evidentă în cursul conversațiilor obișnuite. Este confirmată cerându-i-se pacientului să pronunțe câteva cuvinte și sunete simple.
Disartria este ocazional confundată cu afazia, tulburare care afectează exprimarea sau înțelegerea limbajului vorbit sau scris.